# زیرنظر
زیرنظر فیلمی به کارگردانی مجید صالحی و تهیه‌کنندگی محمد شایسته و محصول سال ۱۳۹۷ است.
این فیلم در تاریخ ۴ دی ۱۳۹۸ در سینماهای ایران اکران شده‌است. اما پس از شیوع ویروس کرونا این فیلم پس از فیلم خروج و طلا سومین فیلمی است که از نماوا و فیلیمو به اکران درآمد.

## داستان
محسن (رضا عطاران) پس از خرید به خانه باز می‌گردد و متوجه می‌شود مبلی که امید (امیر جعفری) روی آن نشسته است سوراخ شده و امید را مقصر می‌داند، مهشید (ریما رامین فر) همسر محسن به این مبل بسیار علاقه دارد و او در حال برگشت بدون برنامه‌ریزی قبلی از سفر شمال است، محسن و امید تمام تلاش خود را می‌کنند تا این مشکل را حل کنند اما مشکل بزرگ‌تری برای آنها پیش می‌آید. یکی از ساکنان زن ساختمان به صورت مشکوکی مرده است و پلیس به دنبال فیلم دوربین‌های مداربسته است و...

## بازیگران
| بازیگر          | نقش    | توضیحات                                            |
| --------------- | ------ | -------------------------------------------------- |
| رضا عطاران      | محسن   | نقش اصلی داستان، شوهر مهشید، دوست امید،معشوقه گیتی |
| امیر جعفری      | امید   | دوست محسن                                          |
| سروش جمشیدی     | نظر    | سرایدار ساختمان                                    |
| مهران احمدی     | آیدین  | همسایه محسن                                        |
| آزاده صمدی      | گیتی   | مطلقه، دوست‌ و همسایه مهشید، عاشق محسن و آیدین      |
| ریما رامین‌فر    | مهشید  | همسر محسن (فقط صدا)                                |
| سامیه لک        | مینا   | همسایه محسن و زن ایرج                              |
| امیر نوری       | کاظمی  | همکار پلیس                                         |
| سیاوش چراغی پور | مقصودی | همسایه محسن                                        |
| علیرضا استادی   | -      | شرخر                                               |
| عباس جمشیدی فر  | -      | آشغال دزد -تبعه افغانستان                          |
| سیاوش مفیدی     | احمدی  | پلیس لباس شخصی                                     |
| سید علی صالحی   | -      | پلیس آگاهی                                         |
| مصطفی راد       | ایرج   | همسایه محسن و همسر مینا                            |
| شیما نیک پور    | بهار   | زن امید                                            |